# 옌스 노보트니
옌스 노보트니(Jens Nowotny, 1974년 1월 11일 ~ )는 독일의 은퇴한 축구 선수로, 과거에 센터백으로 활약하였다.
그는 거의 바이어 04 레버쿠젠 소속으로 10년간 300여회의 공식 경기에 출장하였고, 팀의 UEFA 챔피언스리그 2001-02 결승행에 힘을 보탰다.
독일 축구 국가대표팀으로 노보트니는 한차례의 FIFA 월드컵과 두차례의 UEFA 유럽 축구 선수권 대회에 참여하여 50번 정도의 출장을 기록하였다.

## 클럽 경력

### 국내 클럽
그는 카를스루에 SC에 합류하기 전 두개의 다른 유소년 축구 클럽에 서 활약하였다. 1992년 5월 2일, 그는 분데스리가에 속한 1군에 합류하였고, 함부르크 SV 원정에서 풀타임을 뛰며, 1-0 승리를 도왔다. 이후, 그는 베스트 11에 들어 클럽이 4경기에 3승을 하도록 하였고 (3골 실점) 리그를 8위로 마감하게 하였다.
20대에 들기 전의 노보트니는 카를스루에 SC의 주축 선수가 되었다. 1993년 4월 10일, 그는 VfL 보훔과의 경기에서 10분만에 벼락골을 득점하였고, 2-2로 팀은 비겼다. 이후, 그는 카를스루에 유니폼을 입고 150여 공식경기에 출장하였다. 그가 출장한 경기중에는 카를스루에가 참여한 1993-94 시즌의 UEFA 컵도 포함되어 있었다.
22세가 된 노보트니는 바이어 04 레버쿠젠과 계약을 체결하였고, 1996년 8월 21일에 3-1 원정승리를 거둔 MSV 뒤스부르크전에서 데뷔하였다. 그는 논란의 여지가 없는 주전 선수로, 첫 시즌에 32번의 경기에 출장하였고, 레버쿠젠은 이 시즌에 FC 바이에른 뮌헨에 승점 2점을 밀려 준우승을 거두었다. 그는 레버쿠젠 소속으로 카르스텐 라멜로프와 좋은 파트너쉽을 보이며 주전자리를 굳혔다.
1998년 10월 30일, 노보트니는 레버쿠젠 이적 이후의 리그 첫골을 홈에서 8-2로 승리한 보루시아 묀헨글라트바흐전에서 득점하였다. 또한 그는 레버쿠젠이 준우승을 거둔 UEFA 챔피언스리그 2001-02 대회에서도 16경기 출장하였다. 그러나 그는 그다음 시즌의 대부분을 피치 밖에서 보냈고, 레버쿠젠은 15위로 마감하며 간신히 강등을 피했다. 이 해 레버쿠젠은 56골을 실점하며, 리그에서 실점 4위를 기록하였다.
2004년 9월 28일, 노보트니는 처음이자 마지막 챔피언스리그 골을 2-4로 패한 FC 디나모 키예프와의 경기에서 득점하였다. 2006년 그가 레버쿠젠을 떠날 당시 이 팀 소속으로 10년동안 300여 공식경기에 출장하였다.

### 해외 이적
2006년 6월 18일, 32세의 노보트니는 크로아티아의 챔피언 NK 디나모 자그레브와 3년 계약을 체결하였다. 7월 29일, 그는 디나모 소속으로 2006-07 시즌 첫 경기인 NK 슬라벤 벨루포전에서 데뷔하였다. 또한 그는 아스널 FC와의 UEFA 챔피언스리그 2006-07 예선전에도 참여하였다. (아스널은 이전에 그의 영입을 시도한 적이 있었다.) 디나모 자그레브는 아스널과의 홈경기에서 0-3으로 패하였다.
2006년 8월 19일, 노보트니는 4-1로 승리한 NK 메지무르예와의 홈경기에서 부상을 당하였다. 그는 완전히 회복하지 않은 상태에서 사흘 전에 그의 아내와 자녀가 자그레브에 그의 경기를 관전하였기 때문에 독일의 친선경기에서 풀타임을 소화하였다. 요십 쿠체 감독은 나중에 선수의 결단에 의구심을 가졌다. 그는 노보트니를 경기 막판에 교체하려 하였지만, 팬들의 의견에 생각을 바꾸었고 노보트니를 환호하였다. 경기 후, 그의 부상은 더 심각해졌고, 수술을 받아 한주간 출장하지 못하게 되었다. (그는 합계 2-5로 패한 AJ 오세르와의 UEFA 컵 결장이 불가피했다.)
결국 2007년 1월 22일, 노보트니는 완전한 부상회복이 불가능함에 따라 은퇴를 선언하였다. 33세의 노보트니는 "완전 회복하는데 물리치료를 위해 10개월이라는 기간이 필요하다고 하였고 그게 전부다" 라고 하였다.

## 국가대표팀 경력
1997년 4월 30일, 그는 브레멘에서 열린 우크라이나와의 1998년 FIFA 월드컵 예선에서 공격수 프레디 보비치와 15분에 교체되며 첫출전을 하였다.
그는 이후 두 차례의 UEFA 유럽 축구 선수권 대회인 UEFA 유로 2000과 UEFA 유로 2004에 참여하여 5경기를 출장하였으나 독일은 두번 모두 조별리그에서 조기 탈락의 고배를 마셨다. 2002년 FIFA 월드컵은 중상으로 참여하지 못하였다.
이후, 노보트니는 2년동안 국가대항전에 참여하지 못한 뒤 2006년 FIFA 월드컵에 참여하였다. 그러나 이 노련한 수비수는 대회 내내 크리스토프 메첼더와 페어 메르테자커에 밀려 백업으로 활용되었고, 포르투갈과의 3위 결정전 (3-1 승) 에서만 부상당한 메르테자커를 대신해 출전하였다. 그는 총 48번의 국가대표팀 경기에 출장하였고, 2004년 5월 27일에 열린 몰타와의 경기(독일이 7-0으로 승리함)에만 한 골을 득점하였다.

## 수상

### 클럽
바이어 04 레버쿠젠
- UEFA 챔피언스리그 준우승: 2001-02
- DFB-포칼 준우승: 2001–02

### 국가대표팀
- FIFA 월드컵 3위: 2006